# Nuñomoral
Nuñomoral es un municipio español, en la provincia de Cáceres, comunidad autónoma de Extremadura. Se encuentra en la parte central de la comarca de Las Hurdes, en el valle del río Hurdano.

## Límites del término municipal
El término municipal de Nuñomoral limita con:
- Agallas al oeste;
- Casares de las Hurdes al noroeste;
- Ladrillar al noreste;
- Caminomorisco al sureste;
- Pinofranqueado al suroeste.

## Alquerías
El municipio está formado por el pueblo de Nuñomoral y otros ocho núcleos de población habitados, que reciben la denominación tradicional de alquerías. Las nueve localidades han tenido la siguiente población desde 2002 según el Nomenclátor del INE:
| Nombre oficial          | Nombre en extremeño[cita requerida] | 2002 | 2005 | 2008 | 2011 | 2014 |
| ----------------------- | ----------------------------------- | ---- | ---- | ---- | ---- | ---- |
| Nuñomoral (pueblo)      | -                                   | 328  | 303  | 309  | 310  | 304  |
| Nuñomoral (diseminados) | -                                   | 0    | 0    | 0    | 1    | 2    |
| Aceitunilla             | -                                   | 120  | 109  | 99   | 100  | 93   |
| Asegur                  | L’Asegur                            | 147  | 128  | 119  | 114  | 119  |
| Cerezal                 | Cerezal                             | 145  | 140  | 139  | 141  | 153  |
| Fragosa                 | -                                   | 210  | 181  | 172  | 169  | 162  |
| El Gasco                | El Gasco                            | 178  | 160  | 138  | 131  | 120  |
| Martilandrán            | -                                   | 192  | 173  | 148  | 144  | 138  |
| Rubiaco                 | Rubiaco                             | 93   | 89   | 91   | 85   | 90   |
| Vegas de Coria          | Vegas                               | 369  | 352  | 341  | 335  | 329  |
| Total                   | -                                   | 1668 | 1520 | 1452 | 1420 | 1393 |

## Historia
A la caída del Antiguo Régimen, la localidad se constituye en municipio constitucional, entonces conocido como Nuño-Moral, en la región de Extremadura, Partido Judicial de Granadilla. En el censo de 1842 contaba con 140 hogares y 767 vecinos.

## Demografía
Nuñomoral cuenta con una población de 1202 habitantes (INE 2024).
| Gráfica de evolución demográfica de Nuñomoral entre 1842 y 2021                                                     |
| |
| Población de derecho según los censos de población del INE Población de hecho según los censos de población del INE |

## Medios de comunicación
Desde Nuñomoral emite una emisora de Canal Extremadura Radio, en el 94.5 FM.